# Constitution ivoirienne de 2000
 (septembre 2008).
Si vous disposez d'ouvrages ou d'articles de référence ou si vous connaissez des sites web de qualité traitant du thème abordé ici, merci de compléter l'article en donnant les références utiles à sa vérifiabilité et en les liant à la section « Notes et références ».
Lire en ligne

Texte officiel (PDF)

Constitution ivoirienne de 1960 Constitution ivoirienne de 2016
La Constitution ivoirienne de 2000 était la loi fondamentale qui régissait l’organisation et le fonctionnement des pouvoirs publics en Côte d'Ivoire entre 1er août 2000 et 8 novembre 2016. Cette constitution était la troisième constitution adoptée par la Côte d'Ivoire, après celles de 1959 et de 1960. Elle institue la deuxième république.
Elle est par la suite remplacée par la Constitution ivoirienne de 2016.

## Historique

### Coup d’État de décembre 1999
Le 24 décembre 1999, les Forces de défense et de sécurité (Fanci) qui occupaient la rue décident dans une proclamation de suspendre la Constitution du 3 novembre 1960, de dissoudre l'Assemblée nationale, le Conseil économique et social et le Conseil constitutionnel. Cela sera fait de manière effective par l'ordonnance n° 01-99 du 27 décembre 1999 portant suspension de la Constitution et organisation provisoire des pouvoirs publics.
Le 21 janvier 2000, le Comité national de salut public (CNSP) aux commandes des affaires étatiques, annonce l'organisation d'un référendum constitutionnel. Une commission consultative constitutionnelle et électorale est mise en place, constituée de 27 membres, ayant pour tâche de proposer au Gouvernement, dans un délai de deux mois, un avant-projet de constitution et de code électoral.
Conformément aux dispositions de l'article 15 de l'ordonnance du 27 décembre 1999, le projet définitif adopté par le gouvernement provisoire et publié au journal officiel a été soumis au peuple ivoirien par référendum le dimanche 24 juillet 2000. Le résultat du référendum constitutionnel ivoirien de 2000 abouti à l'adoption du nouveau texte, promulgué par la loi n° 2000-513 du 1er août 2000 portant Constitution de la République de Côte d'Ivoire.
La nouvelle constitution organise la Côte d'Ivoire sous la forme d'un régime présidentiel, avec un Président de la république élu pour un mandat de cinq ans renouvelable une seule fois et un parlement unicaméral composée de la seule Assemblée nationale. La peine de mort est abolie. La nouvelle constitution permet au président de convoquer des référendums sur sa seule décision. Ces derniers sont par ailleurs obligatoire pour réviser les articles de la constitution concernant le mode d'élection, le nombre et la durée des mandats du président, ainsi que l'article imposant cette restriction.
Dans la droite ligne de l'ivoirité, tout candidat à la présidence de la république doit être né de deux parents de nationalité ivoirienne. Le projet initial n'imposait cette règle qu'a un seul des deux parents, mais cette disposition est modifiée peu avant le vote par le général Guéï.
L'article 132 accorde par ailleurs l'impunité aux membres du Comité national de Salut public ayant mené le Coup d'État, qui sont ainsi protégés de toute poursuite.

## Contenu
Cette constitution est composée d'un préambule et de 133 articles répartis en quinze titres.

### Préambule
Ce préambule proclame l'adhésion de la Côte d'Ivoire aux droits et libertés contenus dans la Déclaration universelle des droits de l'homme de 1948 et dans la Charte africaine des droits de l'homme et des peuples de 1981, et crée donc de la sorte un bloc de constitutionnalité incluant ces trois textes (la Constitution, la Déclaration et la Charte), même si de très nombreux droits seront de nouveau proclamés dans la première partie de la Constitution. Ce préambule insiste également sur les libertés fondamentales (individuelles et collectives), la séparation et l'équilibre des pouvoirs et la transparence dans la conduite des affaires publiques.

### Titre premier:Des libertés, des droits et des devoirs
Ce premier titre, rassemblant les 28 premiers articles, est composé de deux parties : Des libertés et des droits (jusqu'à l'article 22) et Des devoirs (articles 23 à 28).
Après une déclaration générale sur l'état de droit (art. 1), ces premiers articles reprennent, parfois mot pour mot, la plupart des droits, libertés et devoirs consacrés par des textes internationaux des Droits de l'homme. La personne humaine dans son ensemble (art. 2), l'interdiction de toute forme de torture (art. 3), la sûreté du domicile (art. 4), la protection de la famille (art. 5),  des enfants, des personnes âgées et des personnes handicapées (art. 6), la liberté de pensée et d'expression (art. 9 et 10), les libertés de réunion et de manifestation (art. 11), l'exclusion de l'exil et le droit d'asile (art. 12), la liberté des partis et groupements politiques (art. 13 et 14), le droit de propriété (art. 15), le droit de grève (art. 18), l'accès à la justice (art. 20) et la présomption d'innocence sont quelques-uns des droits cités.
Le deuxième chapitre, plus court, concerne les devoirs. En premier lieu le respect de la Constitution et des autres textes de lois (art. 23), mais également la défense du territoire (art. 24), le respect des biens publics (art. 25) et l'obligation de participer à l'impôt (art. 27).

### Titre II:De l'État et de la souveraineté
Après la première partie servant de Déclaration des droits, ce titre, composé de cinq articles (29 à 33), pose véritablement les bases de l'organisation du pays. 

### Titre III:Du président de la République et du Gouvernement
Cette partie, la plus longue (même si le titre premier contient plus d'articles, cette partie contient plus de mots) parle de la place importante qu'occupe le Président de la République. Ce titre (articles 34 à 57) fixe ses prérogatives, les conditions d'élection, ainsi que les rapports qu'il entretient avec les membres du gouvernement.

### Titre IV:Du Parlement
Contient les articles 58 à 70.

### Titre V:Des rapports entre le pouvoir exécutif et le pouvoir législatif
Contient les articles 71 à 83.

### Titre VI:Des traités et accords internationaux
Contient les articles 84 à 87.

### Titre VII:Du Conseil constitutionnel
Contient les articles 88 à 100.

### Titre VIII:Du pouvoir judiciaire
Ce titre (articles 101 à 107) parle du pouvoir judiciaire. Après l'assurance que la séparation des pouvoirs sera respectée (art. 101), l'article 102 dresse le tableau des institutions à créer, sans entrer dans les détails. Donnée importante, l'inamovibilité des magistrats du siège (juges, art. 103). Les quatre articles suivants organise le Conseil supérieur de la magistrature, présidé par le Président de la République (art. 104) et composé de 11 à 17 personnes (art. 105). La Constitution précise les missions de cet organe (art. 106), tout en renvoyant à une loi organique les détails d'organisation (art. 107).

### Titre IX:De la Haute Cour de justice
Ce titre (articles 108 à 112) institue une Haute Cour de justice. Il est précisé sa composition (députés et président de la Cour de cassation, art. 108), son champ de compétences sur le Président de la République (qui ne peut être jugée qu'en cas de haute trahison, art. 109) et sur les membres du Gouvernement (art. 110), les conditions de la mise en accusation (art. 111) et les limitations de sa compétence dans le cadre des crimes et délits institués par la loi (pas de rétro-activité, art. 112).

### Titre X:Du Conseil économique et social
Ce titre (articles 113 et 114) institue un Conseil économique et social, une assemblée consultative chargée notamment de donner son avis sur les projets de loi (art. 113). Sa composition et les règles de son fonctionnement sont renvoyées vers une loi organique (art. 114).

### Titre XI:Du Médiateur de la République
Ce titre (articles 115 à  118) crée la fonction de Médiateur de la République. Nommé par le Président de la République (après consultation du Président de l'Assemblée nationale) pour un mandat de six ans non renouvelable (art. 116), il est indépendant (art. 115 et 117). Ses attributions doivent être précisées dans une loi organique (art. 118).

### Titre XII:Des collectivités territoriales
Le titre XII est composé de 3 courts articles (119 à 121). Ils instituent les communes et les régions (art. 120), tout en précisant que d'autres collectivités peuvent être créées (et supprimées) par la loi (art. 121). Les règles précises d'organisation des collectivités territoriales ont été créées par des lois ordinaires (art. 119).

### Titre XIII:De l'association et de la coopération entre États
Ce court titre de deux articles (122 et 123) concerne les accords d'association avec d'autres états. L'article 122 pose les bases de ce principe, tandis que l'article 123 liste les très nombreux objets possibles de ces accords.

### Titre XIV:De la révision de la Constitution
Ce titre (articles 124 à 127) traite de la révision. Il est défini qui en a l'initiative (Président de la République et membres de l'Assemblée nationale, art. 124) et les conditions du vote de l'Assemblée nationale permettant la prise en compte de la proposition de révision (majorité des deux tiers). Dans certains cas, il est obligatoire de mettre en place un référendum (notamment si le changement proposé concerne l'élection du président de la République). Sinon, une majorité des quatre cinquièmes à l'Assemblée nationale est suffisante (art. 126). L'article 127 concerne les limites de la révision.

### Titre XV:Des dispositions finales et transitoires
Ce dernier titre (articles 128 à 133) traite des conditions de mise en application de la Constitution. Moment de la promulgation (art. 128), élections du Président de la République et de l'Assemblée nationale (art. 129), mise en place des autres institutions créées (art. 130), transition Cour suprême-Conseil constitutionnel (art. 131), immunité des responsables du changement de régime (art. 132) et   conservation des lois n'entrant pas en contradiction avec la nouvelle Constitution (art. 133).

## Révisions
En mars 2015, le président Alassane Ouattara annonce une révision globale de la Constitution. Approuvée par le référendum constitutionnel ivoirien de 2016, la Constitution ivoirienne de 2016 institue la troisième république.